# Strâmtoarea Bass

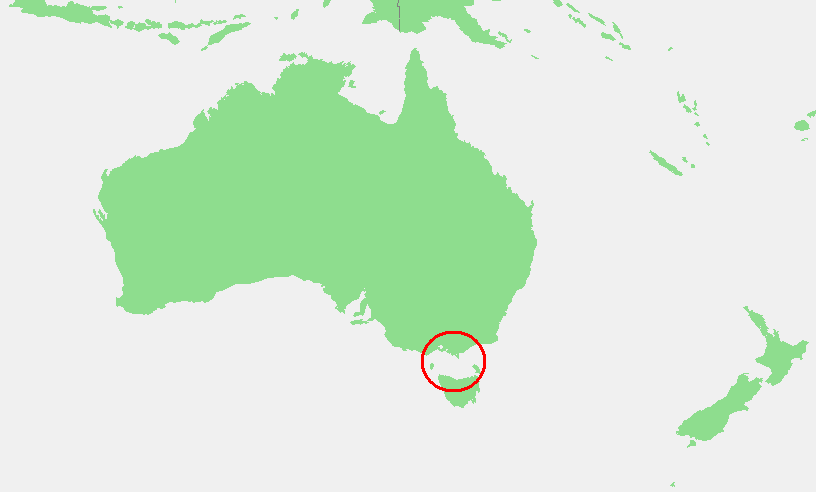
Localizarea geografică a strâmtorii Bass

Strâmtoarea Bass ( în engleză:  Bass Strait (IPA/bæs/) este o strâmtoare maritimă care separă Tasmania de sudul Australiei, mai concret de statul Victoria. Europeanul care a descoperit-o a fost Matthew Flinders în 1798. Flinders i-a pus numele doctorului vasului, George Bass.
Are aproximativ 240 km lățime în punctul cel mai strâmt și o profunzime de aproximativ 50 m. A fost aproape secată în timpul ultimei ere glaciare. În strâmtoare se găsesc mai multe insule, între care King Island și Flinders Island, care au și localități importante.
Există mai mult de 50 insule în strâmtoarea Bass. Cele mai importante sunt:
În partea occidentală:
- Insula King
- Insula Three Hummock
- Insula Hunter
- Insula Robbins

În partea sud-est:
- Grupul Furneaux care cuprinde:
- Insula Flinders
- Insula Cape Baren
- Insula Clark

Mai mult de 50 insule în partea de nord-est:
- Grupul Kent care cuprinde:
- Insula Deal
- Și trei insule mici:
- Insula Hogan
- Insula Curtis